# Watson Washburn
Watson McLean Washburn, detto Watty (New York, 13 giugno 1894 – New York, 2 dicembre 1973), è stato un tennista statunitense.

## Biografia
Ha frequentato l'università di Harvard laureandosi in giurisprudenza, dopo la carriera agonistica ha intrapreso il ruolo di procuratore distrettuale. Durante la prima guerra mondiale ha fatto parte dell'American Expeditionary Forces prestando servizio in Francia.

## Carriera
Ha formato per lungo tempo un'ottima squadra di doppio insieme a Richard Norris Williams, i due hanno raggiunto due finali agli U.S. National Championships e una a Wimbledon uscendone sempre sconfitti, insieme hanno disputato i quarti di finale alle olimpiadi di Parigi 1924 e hanno fatto parte della squadra statunitense di Coppa Davis che ha trionfato nell'edizione 1921.
È stato tra i fondatori dell'International Tennis Hall of Fame e ne è successivamente stato introdotto nel 1965.

## Finali nei tornei del Grande Slam

### Doppio

#### Finali perse (3)
| Anno | Torneo                                | Superficie | Compagno                | Avversari in finale           | Punteggio                |
| 1921 | U.S. National Championships, New York | Erba       | Richard Norris Williams | Vincent Richards Bill Tilden  | 11–13, 10–12, 1–6        |
| 1923 | U.S. National Championships, New York | Erba       | Richard Norris Williams | Brian Norton Bill Tilden      | 6–3, 2–6, 3–6, 7–5, 2–6  |
| 1924 | Torneo di Wimbledon, Londra           | Erba       | Richard Norris Williams | Frank Hunter Vincent Richards | 3–6, 6–3, 10–8, 6–8, 3–6 |